# 강우영
강우영(姜友永, 1924년 - 2011년 3월 24일)은 1950년 제1회 고등고시 사법과에 합격한 검사 출신의 대법관을 역임한 대한민국의 법조인이다.

## 생애
1924년 충청북도 영동군 출생. 5년제 서울 경신중학교 및 서울대학교 법학과 졸업.
제1회 고등고시 사법과에 합격한 1950년 부산지방검찰청 검사를 시작으로 대구지검, 서울지검 검사를 거쳐 1961년 법무부 검찰과 과장을 하다가 1961년 서울고검 검사, 1962년 부산지검 부장검사, 1966년 전주지검 차장검사 1968년 서울지검 부장검사 1970년 부산지검 차장검사를 하였으며 1971년에 서울지검 영등포지청장이 되었다. 지청장 임기를 마친 이듬해 서울고검 차장검사를 하다가  대검찰청 특별수사부 부장, 대검찰청 공안부장, 전주지검 검사장, 법무부 기획관리실장, 대구지검 검사장, 법무부 법무실장을 하는 등 박정희 정부에서 법무부와 검찰 주요 요직을 거쳤다. 전두환 등 신군부 집단에 의해 권력이 장악된 1980년 7월부터 이듬해 4월까지 22대 서울지검장을 하고 1981년에 중앙선거관리위원으로 재직중인 1981년 4월 전두환 대통령에 의해 임기 5년의 대법원 판사에 임명되었다. 대법관에 재직중이던 1984년 7월 제6대 중앙선거관리위원장을 겸직하였으며 대법관 퇴임이후인 1987년에는 대한공증협회 부회장에 선출되었다.